# A Kínos epizódjainak listája
Ez a cikk a Kínos című sorozat epizódjait listázza.

## Évados áttekintés
| Évad | Évad | Epizódok | Eredeti sugárzás    | Eredeti sugárzás     | Eredeti adó |
| Évad | Évad | Epizódok | Évadpremier         | Évadfinálé           | Eredeti adó |
| ---- | ---- | -------- | ------------------- | -------------------- | ----------- |
|      | 1    | 12       | 2011. július 19.    | 2011. szeptember 27. | MTV         |
|      | 2    | 12       | 2012. június 28.    | 2012. szeptember 20. | MTV         |
|      | 3    | 20       | 2013. április 16.   | 2013. december 17.   | MTV         |
|      | 4    | 21       | 2014. április 15.   | 2014. november 25.   | MTV         |
|      | 5    | 24       | 2015. augusztus 31. | 2016. május 24.      | MTV         |

## 1. évad (2011)
| Sor. | Év. | Cím                                            | Rendező           | Író                                                 | Premier                                  | Nézettség   |
| ---- | --- | ---------------------------------------------- | ----------------- | --------------------------------------------------- | ---------------------------------------- | ----------- |
| 1.   | 1.  | Pilot                                          | Millicent Shelton | Lauren Iungerich                                    | 2011. július 19. 2011. szeptember 4.     | 1,72 millió |
| 2.   | 2.  | Knocker Nightmare                              | Ryan Shiraki      | Lauren Iungerich                                    | 2011. július 26. 2011. szeptember 4.     | 1,43 millió |
| 3.   | 3.  | The Way We Weren't                             | Ryan Shiraki      | Erin Ehrlich                                        | 2011. augusztus 2. 2011. szeptember 11.  | 1,62 millió |
| 4.   | 4.  | The Scarlet Eye                                | David Katzenberg  | Meredith Philpott                                   | 2011. augusztus 9. 2011. szeptember 11.  | 1,94 millió |
| 5.   | 5.  | Jenna Lives                                    | David Katzenberg  | Kelly Fullerton                                     | 2011. augusztus 16. 2011. szeptember 18. | 1,88 millió |
| 6.   | 6.  | Queen Bee-atches                               | Lauren Iungerich  | Lauren Iungerich és Nate Federman                   | 2011. augusztus 23. 2011. szeptember 18. | 2,36 millió |
| 7.   | 7.  | Over My Dead Body                              | Ryan Shiraki      | Cassie Pappas                                       | 2011. augusztus 30. 2011. szeptember 25. | 1,99 millió |
| 8.   | 8.  | The Adventures of Aunt Ally and the Lil' Bitch | David Katzenberg  | Lauren Iungerich és Andrew C. Veeder                | 2011. szeptember 6. 2011. szeptember 25. | 2,08 millió |
| 9.   | 9.  | My Super Bittersweet Sixteen                   | David Katzenberg  | Erin Ehrlich                                        | 2011. szeptember 13. 2011. október 2.    | 2,28 millió |
| 10.  | 10. | No Doubt                                       | Patrick Norris    | Kelly Fullerton, Cassie Pappas és Meredith Philpott | 2011. szeptember 20. 2011. október 2.    | 2,11 millió |
| 11.  | 11. | I Am Jenna Hamilton                            | Patrick Norris    | Erin Ehrlich és Lauren Iungerich                    | 2011. szeptember 27. 2011. október 9.    | 2,24 millió |
| 12.  | 12. | Fateful                                        | Lauren Iungerich  | Lauren Iungerich                                    | 2011. szeptember 27. 2011. október 9.    | 2,24 millió |

## 2. évad (2012)
| Sor. | Év. | Cím                               | Rendező          | Író                              | Premier                                 | Nézettség   |
| ---- | --- | --------------------------------- | ---------------- | -------------------------------- | --------------------------------------- | ----------- |
| 13.  | 1.  | Resolutions                       | Lauren Iungerich | Lauren Iungerich                 | 2012. június 28. 2012. szeptember 16.   | 2,15 millió |
| 14.  | 2.  | Sex, Lies and the Sanctuary       | Erin Ehrlich     | Erin Ehrlich                     | 2012. július 5. 2012. szeptember 16.    | 1,76 millió |
| 15.  | 3.  | Three's a Crowd                   | David Katzenberg | Kelly Fullerton                  | 2012. július 12. 2012. szeptember 23.   | 1,72 millió |
| 16.  | 4.  | Are You There God? It's Me, Jenna | Ryan Shiraki     | Annabel Oakes                    | 2012. július 19. 2012. szeptember 23.   | 1,58 millió |
| 17.  | 5.  | My Love Is a Black Heart          | David Katzenberg | Michael J. Cinquemani            | 2012. július 26. 2012. szeptember 30.   | 1,79 millió |
| 18.  | 6.  | What Comes First: Sex or Love?    | Ryan Shiraki     | Lauren Iungerich                 | 2012. augusztus 2. 2012. szeptember 30. | 1,82 millió |
| 19.  | 7.  | Another One Bites the Dust        | Lauren Iungerich | Lauren Iungerich                 | 2012. augusztus 9. 2012. október 7.     | 1,82 millió |
| 20.  | 8.  | Time After Time                   | Lauren Iungerich | Erin Ehrlich és Lauren Iungerich | 2012. augusztus 16. 2012. október 7.    | 1,95 millió |
| 21.  | 9.  | Homewrecker Hamilton              | Joe Nussbaum     | Kelly Fullerton és Vera Herbert  | 2012. augusztus 23. 2012. október 14.   | 2,19 millió |
| 22.  | 10. | Pick Me, Choose Me, Love Me       | Joe Nussbaum     | Lauren Iungerich                 | 2012. augusztus 30. 2012. október 14.   | 1,74 millió |
| 23.  | 11. | Once Upon a Blog                  | Michael Blieden  | Erin Ehrlich                     | 2012. szeptember 13. 2012. október 21.  | 1,78 millió |
| 24.  | 12. | The Other Shoe                    | Michael Blieden  | Lauren Iungerich                 | 2012. szeptember 20. 2012. október 21.  | 2,17 millió |

## 3. évad (2013)
| Sor. | Év. | Cím                               | Rendező          | Író                                       | Premier            | Nézettség   |
| ---- | --- | --------------------------------- | ---------------- | ----------------------------------------- | ------------------ | ----------- |
| 25.  | 1.  | Cha-Cha-Cha-Changes               | Lauren Iungerich | Lauren Iungerich                          | 2013. április 16.  | 2,14 millió |
| 26.  | 2.  | Responsibly Irresponsible         | Lauren Iungerich | Lauren Iungerich                          | 2013. április 16.  | 2,14 millió |
| 27.  | 3.  | A Little Less Conversation        | Erin Ehrlich     | Erin Ehrlich                              | 2013. április 23.  | 1,34 millió |
| 28.  | 4.  | Let's Talk About Sex              | Hal Olofsson     | Christy Stratton                          | 2013. április 30.  | 1,38 millió |
| 29.  | 5.  | Indecent Exposure                 | Joe Nussbaum     | Lauren Iungerich és Michael J. Cinquemani | 2013. május 7.     | 1,38 millió |
| 30.  | 6.  | That Girl Strikes Again           | Joe Nussbaum     | Todd Waldman                              | 2013. május 14.    | 1,12 millió |
| 31.  | 7.  | Guilt Trippin'                    | Ryan Shiraki     | Vera Herbert                              | 2013. május 21.    | 1,17 millió |
| 32.  | 8.  | Rubbed Raw and Reeling            | Ryan Shiraki     | Jamie Dooner és Lauren Iungerich          | 2013. május 28.    | 1,35 millió |
| 33.  | 9.  | Reality Check                     | Lauren Iungerich | Erin Ehrlich                              | 2013. június 4.    | 0,99 millió |
| 34.  | 10. | Redefining Jenna                  | Lauren Iungerich | Lauren Iungerich                          | 2013. június 11.   | 1,22 millió |
| 35.  | 11. | Surprise!                         | Lauren Iungerich | Lauren Iungerich                          | 2013. október 22.  | 1,56 millió |
| 36.  | 12. | And Then What Happened            | Lauren Iungerich | Lauren Iungerich                          | 2013. október 29.  | 1,21 millió |
| 37.  | 13. | Taking Sides                      | Steve Gainer     | Erin Ehrlich és Michael J. Cinquemani     | 2013. november 5.  | 1,02 millió |
| 38.  | 14. | The Bad Seed                      | Gregory Guzik    | Jen Braeden                               | 2013. november 12. | 1,09 millió |
| 39.  | 15. | A Very Special Episode of Awkward | Joe Nussbaum     | Erin Ehrlich                              | 2013. november 19. | 1,06 millió |
| 40.  | 16. | Less Than Hero                    | Joe Nussbaum     | Joe Nussbaum                              | 2013. november 19. | 1,06 millió |
| 41.  | 17. | The Campaign Fail                 | David Katzenberg | Christy Stratton                          | 2013. november 26. | 1,05 millió |
| 42.  | 18. | Old Jenna                         | David Katzenberg | Jamie Dooner és Lauren Iungerich          | 2013. december 3.  | 1,13 millió |
| 43.  | 19. | Karmic Relief                     | Erin Ehrlich     | Erin Ehrlich                              | 2013. december 10. | 1,03 millió |
| 44.  | 20. | Who I Want to Be                  | Joe Nussbaum     | Lauren Iungerich                          | 2013. december 17. | 1,30 millió |

## 4. évad (2014)
| Sor. | Év. | Cím                     | Rendező          | Író                               | Premier              | Nézettség   |
| ---- | --- | ----------------------- | ---------------- | --------------------------------- | -------------------- | ----------- |
| 45.  | 1.  | No Woman Is an Island   | Peter Lauer      | Mike Chessler és Chris Alberghini | 2014. április 15.    | 1,63 millió |
| 46.  | 2.  | Listen to This          | Ashley Rickards  | Christy Stratton                  | 2014. április 22.    | 1,25 millió |
| 47.  | 3.  | Touched by an Angel     | Jay Karas        | Jenna Lamia                       | 2014. április 29.    | 1,02 millió |
| 48.  | 4.  | Sophomore Sluts         | Jay Karas        | Sarah Walker                      | 2014. május 6.       | 1,21 millió |
| 49.  | 5.  | Overnight               | Nell Scovell     | Leila Cohan-Miccio                | 2014. május 13.      | 1,08 millió |
| 50.  | 6.  | Crowning Moments        | Ryan Shiraki     | Liz Sczudlo                       | 2014. május 20.      | 1,04 millió |
| 51.  | 7.  | After Hours             | Ryan Shiraki     | Ryan O'Connell                    | 2014. május 27.      | 1,19 millió |
| 52.  | 8.  | Prison Breaks           | Ryan Shiraki     | Todd Waldman                      | 2014. június 3.      | 1,20 millió |
| 53.  | 9.  | My Personal Statement   | Peter Lauer      | Allison M. Gibson                 | 2014. június 10.     | 1,05 millió |
| 54.  | 10. | Snow Job Part 1         | Peter Lauer      | Mike Chessler és Chris Alberghini | 2014. június 17.     | 1,13 millió |
| 55.  | 11. | Snow Job Part 2         | Peter Lauer      | Mike Chessler és Chris Alberghini | 2014. június 17.     | 1,22 millió |
| 56.  | 12. | Finals                  | Rebecca Asher    | Leila Cohan-Miccio                | 2014. szeptember 23. | 1,22 millió |
| 57.  | 13. | Auld Lang Party         | Mike Chessler    | Sarah Walker                      | 2014. szeptember 30. | 1,25 millió |
| 58.  | 14. | Welcome to Hell         | Chris Alberghini | Ryan O'Connell                    | 2014. október 7.     | 0,95 millió |
| 59.  | 15. | Bonfire of the Vanities | Gregory Guzik    | Liz Sczudlo                       | 2014. október 14.    | 0,93 millió |
| 60.  | 16. | #Drama                  | Claire Scanlon   | Steve Yockey                      | 2014. október 21.    | 1,02 millió |
| 61.  | 17. | The New Sex Deal        | Claire Scanlon   | Todd Waldman                      | 2014. október 28.    | 0,82 millió |
| 62.  | 18. | Girl Rules              | Uta Briesewitz   | Jenna Lamia                       | 2014. november 4.    | 0,82 millió |
| 63.  | 19. | Over the Hump           | Uta Briesewitz   | Allison M. Gibson                 | 2014. november 11.   | 1,27 millió |
| 64.  | 20. | Sprang Break Part 1     | Peter Lauer      | Mike Chessler és Chris Alberghini | 2014. november 18.   | 0,91 millió |
| 65.  | 21. | Sprang Break Part 2     | Peter Lauer      | Mike Chessler és Chris Alberghini | 2014. november 25.   | 1,04 millió |

## 5. évad (2015-2016)
| Sor. | Év. | Cím                                                 | Rendező          | Író                                                              | Premier              | Nézettség   |
| ---- | --- | --------------------------------------------------- | ---------------- | ---------------------------------------------------------------- | -------------------- | ----------- |
| 66.  | 1.  | Prank Amatuers                                      | Peter Lauer      | Mike Chessler                                                    | 2015. augusztus 31.  | 1,29 millió |
| 67.  | 2.  | Short Circuit Party                                 | Peter Lauer      | Chris Alberghini                                                 | 2015. szeptember 7.  | 0,68 millió |
| 68.  | 3.  | Jenna in Wonderland                                 | Gregory Guzik    | Anna Christopher                                                 | 2015. szeptember 14. | 0,76 millió |
| 69.  | 4.  | Now You See Me, Now I Don't                         | Chris Alberghini | Ryan O'Connell                                                   | 2015. szeptember 21. | 0,53 millió |
| 70.  | 5.  | The Dis-Engagement Dinner                           | Ashley Rickards  | Shawn Simmons                                                    | 2015. szeptember 28. | 0,75 millió |
| 71.  | 6.  | Don't Dream It's Over                               | Brian Dannelly   | Leila Cohan-Miccio                                               | 2015. október 5.     | 0,58 millió |
| 72.  | 7.  | The Big Reveal                                      | Joanna Kerns     | Allison M. Gibson                                                | 2015. október 12.    | 0,50 millió |
| 73.  | 8.  | An Indecent Promposal                               | Mike Chessler    | Sarah Walker                                                     | 2015. október 19.    | 0,71 millió |
| 74.  | 9.  | Say No to the Dress                                 | Uta Briesewitz   | Jenna Lamia                                                      | 2015. október 26.    | 0,63 millió |
| 75.  | 10. | Reality Does Not Bite                               | Uta Briesewitz   | Jenna Lamia                                                      | 2015. november 2.    | 0,81 millió |
| 76.  | 11. | The Graduates                                       | Peter Lauer      | Mike Chessler                                                    | 2015. november 9.    | 0,78 millió |
| 77.  | 12. | Holding On and Letting Go                           | Peter Lauer      | Chris Alberghini                                                 | 2015. november 9.    | 0,74 millió |
| 78.  | 13. | I'm the Kind of Girl Who Found Her Voice in College | Peter Lauer      | Mike Chessler                                                    | 2016. március 15.    | 0,52 millió |
| 79.  | 14. | WTF Happened Last Year?                             | Gail Lerner      | Anna Christopher                                                 | 2016. március 22.    | 0,58 millió |
| 80.  | 15. | The Friend Connection                               | Mike Chessler    | Sarah Walker                                                     | 2016. március 29.    | 0,48 millió |
| 81.  | 16. | Best Friends for Never                              | Mike Chessler    | Ryan O'Connell                                                   | 2016. április 5.     | 0,52 millió |
| 82.  | 17. | Fireworks                                           | Jeff Melman      | Allison M. Gibson                                                | 2016. április 12.    | 0,54 millió |
| 83.  | 18. | Digging Deep                                        | Steve Gainer     | Leila Cohan-Miccio                                               | 2016. április 19.    | 0,59 millió |
| 84.  | 19. | Girls Gone Viral                                    | Beau Mirchoff    | Történet: Ryan O'Connell Tévéjáték: Sarah Walker és Jenna Wycoff | 2016. április 26.    | 0,55 millió |
| 85.  | 20. | Misadventures in Babysitting                        | Anna Mastro      | Jenna Lamia                                                      | 2016. május 3.       | 0,70 millió |
| 86.  | 21. | Living in Sin                                       | Chris Alberghini | Leila Cohan-Miccio                                               | 2016. május 10.      | 0,49 millió |
| 87.  | 22. | Home Again, Home Again                              | Chris Alberghini | Jenna Lamia                                                      | 2016. május 17.      | 0,59 millió |
| 88.  | 23. | Second Chances                                      | Peter Lauer      | Chris Alberghini                                                 | 2016. május 24.      | 0,47 millió |
| 89.  | 24. | Happy Campers. Happier Trails                       | Peter Lauer      | Chris Alberghini és Mike Chessler                                | 2016. május 24.      | 0,38 millió |